# Campeonato Europeu de Halterofilismo de 1971
O 50º Campeonato Europeu de Halterofilismo foi organizado pela Federação Europeia de Halterofilismo em Sófia, na Bulgária entre 19 a 27 de junho de 1971. Foram disputadas 9 categorias com a presença de 123 halterofilistas de 23 nacionalidades.

## Medalhistas
| Evento                       | Ouro                                 | Ouro              | Prata                                  | Prata             | Bronze                                 | Bronze            |
| Mosca (até 52 kg)            | Mosca (até 52 kg)                    | Mosca (até 52 kg) | Mosca (até 52 kg)                      | Mosca (até 52 kg) | Mosca (até 52 kg)                      | Mosca (até 52 kg) |
| ---------------------------- | ------------------------------------ | ----------------- | -------------------------------------- | ----------------- | -------------------------------------- | ----------------- |
| Desenvolvimento militar      | Sándor Holczreiter · Hungria         | 112,5 kg          | Zygmunt Smalcerz · Polónia             | 110,0 kg          | Zoltan Fiat · Roménia                  | 97,5 kg           |
| Arranque                     | Zygmunt Smalcerz · Polónia           | 97,5 kg           | Sándor Holczreiter · Hungria           | 95,0 kg           | Mustafa Mustafov · Bulgária            | 92,5 kg           |
| Arremesso                    | Zygmunt Smalcerz · Polónia           | 125,0 kg          | Mustafa Mustafov · Bulgária            | 120,0 kg          | Sándor Holczreiter · Hungria           | 120,0 kg          |
| Total                        | Zygmunt Smalcerz · Polónia           | 332,5 kg          | Sándor Holczreiter · Hungria           | 327,5 kg          | Mustafa Mustafov · Bulgária            | 305,0 kg          |
| Galo (até 56 kg)             |                                      |                   |                                        |                   |                                        |                   |
| Desenvolvimento militar      | Imre Földi · Hungria                 | 125,0 kg          | Gennady Chetin · União Soviética       | 117,5 kg          | Atanas Kirov · Bulgária                | 112,5 kg          |
| Arranque                     | Gennady Chetin · União Soviética     | 105,0 kg          | Imre Földi · Hungria                   | 105,0 kg          | Walter Szołtysek · Polónia             | 105,0 kg          |
| Arremesso                    | Imre Földi · Hungria                 | 137,5 kg          | Walter Szołtysek · Polónia             | 135,0 kg          | Gennady Chetin · União Soviética       | 132,5 kg          |
| Total                        | Imre Földi · Hungria                 | 367,5 kg          | Gennady Chetin · União Soviética       | 355,0 kg          | Walter Szołtysek · Polónia             | 350,0 kg          |
| Pena (até 60 kg)             |                                      |                   |                                        |                   |                                        |                   |
| Desenvolvimento militar      | Mladen Kuchev · Bulgária             | 130,0 kg          | Kazimierz Czarnecki · Polónia          | 125,0 kg          | Dito Shanidze · União Soviética        | 122,5 kg          |
| Arranque                     | Jan Wojnowski · Polónia              | 122,5 kg          | Dito Shanidze · União Soviética        | 120,0 kg          | János Benedek · Hungria                | 120,0 kg          |
| Arremesso                    | Jan Wojnowski · Polónia              | 155,0 kg          | Dito Shanidze · União Soviética        | 152,5 kg          | Mladen Kuchev · Bulgária               | 147,5 kg          |
| Total                        | Jan Wojnowski · Polónia              | 397,5 kg          | Dito Shanidze · União Soviética        | 395,0 kg          | János Benedek · Hungria                | 390,0 kg          |
| Leve (até 67,5 kg)           |                                      |                   |                                        |                   |                                        |                   |
| Desenvolvimento militar      | Waldemar Baszanowski · Polónia       | 145,0 kg          | Joseph Mathe · Hungria                 | 145,0 kg          | Zbigniew Kaczmarek · Polónia           | 140,0 kg          |
| Arranque                     | Waldemar Baszanowski · Polónia       | 137,5 kg          | Zbigniew Kaczmarek · Polónia           | 125,0 kg          | Stefan Tsonchev · Bulgária             | 120,0 kg          |
| Arremesso                    | Zbigniew Kaczmarek · Polónia         | 170,0 kg          | Waldemar Baszanowski · Polónia         | 167,5 kg          | Joseph Mathe · Hungria                 | 157,5 kg          |
| Total                        | Waldemar Baszanowski · Polónia       | 450,0 kg          | Zbigniew Kaczmarek · Polónia           | 435,0 kg          | Joseph Mathe · Hungria                 | 412,5 kg          |
| Médio (até 75 kg)            |                                      |                   |                                        |                   |                                        |                   |
| Desenvolvimento militar      | János Bagócs · Hungria               | 147,5 kg          | Viktor Kurentsov · União Soviética     | 147,5 kg          | Ondrej Hekel · Tchecoslováquia         | 145,0 kg          |
| Arranque                     | Ondrej Hekel · Tchecoslováquia       | 140,0 kg          | Gábor Szarvas · Hungria                | 140,0 kg          | Aimé Terme · França                    | 137,5 kg          |
| Arremesso                    | Viktor Kurentsov · União Soviética   | 180,0 kg          | Gábor Szarvas · Hungria                | 177,5 kg          | János Bagócs · Hungria                 | 167,5 kg          |
| Total                        | Viktor Kurentsov · União Soviética   | 462,5 kg          | Gábor Szarvas · Hungria                | 460,0 kg          | Ondrej Hekel · Tchecoslováquia         | 452,5 kg          |
| Pesado-ligeiro (até 82,5 kg) |                                      |                   |                                        |                   |                                        |                   |
| Desenvolvimento militar      | Gennady Ivanchenko · União Soviética | 165,0 kg          | György Horváth · Hungria               | 162,5 kg          | Dino Turcato · Itália                  | 160,0 kg          |
| Arranque                     | Gennady Ivanchenko · União Soviética | 147,5 kg          | Dimitar Slavov · Bulgária              | 142,5 kg          | György Horváth · Hungria               | 140,0 kg          |
| Arremesso                    | Gennady Ivanchenko · União Soviética | 187,5 kg          | György Horváth · Hungria               | 187,5 kg          | Juhani Avellan · Finlândia             | 180,0 kg          |
| Total                        | Gennady Ivanchenko · União Soviética | 500,0 kg          | György Horváth · Hungria               | 490,0 kg          | Dino Turcato · Itália                  | 465,0 kg          |
| Meio-pesado (até 90 kg)      |                                      |                   |                                        |                   |                                        |                   |
| Desenvolvimento militar      | Hans Bettembourg · Suécia            | 190,0 kg          | Bo Johansson · Suécia                  | 182,5 kg          | David Rigert · União Soviética         | 172,5 kg          |
| Arranque                     | David Rigert · União Soviética       | 160,0 kg          | Bo Johansson · Suécia                  | 155,0 kg          | Stanisław Kordyka · Polónia            | 145,0 kg          |
| Arremesso                    | David Rigert · União Soviética       | 205,0 kg          | Bo Johansson · Suécia                  | 200,0 kg          | Atanas Shopov · Bulgária               | 195,0 kg          |
| Total                        | David Rigert · União Soviética       | 537,5 kg          | Bo Johansson · Suécia                  | 537,5 kg          | Atanas Shopov · Bulgária               | 512,5 kg          |
| Pesado (até 110 kg)          |                                      |                   |                                        |                   |                                        |                   |
| Desenvolvimento militar      | Aleksandar Kraychev · Bulgária       | 192,5 kg          | Valery Yakubovski · União Soviética    | 190,0 kg          | Karl Utsar · União Soviética           | 187,5 kg          |
| Arranque                     | Karl Utsar · União Soviética         | 162,5 kg          | Kauko Kangasniemi · Finlândia          | 160,0 kg          | Aleksandar Kraychev · Bulgária         | 160,0 kg          |
| Arremesso                    | Valery Yakubovski · União Soviética  | 210,0 kg          | Aleksandar Kraychev · Bulgária         | 205,0 kg          | Helmut Losch · Alemanha Oriental       | 200,0 kg          |
| Total                        | Valery Yakubovski · União Soviética  | 560,0 kg          | Aleksandar Kraychev · Bulgária         | 557,5 kg          | Karl Utsar · União Soviética           | 545,0 kg          |
| Super pesado (+ 110 kg)      |                                      |                   |                                        |                   |                                        |                   |
| Desenvolvimento militar      | Vasily Alekseyev · União Soviética   | 225,0 kg          | Stanislav Batishchev · União Soviética | 217,5 kg          | Rudolf Mang · Alemanha Ocidental       | 212,5 kg          |
| Arranque                     | Rudolf Mang · Alemanha Ocidental     | 175,0 kg          | Vasily Alekseyev · União Soviética     | 172,5 kg          | Stanislav Batishchev · União Soviética | 170,0 kg          |
| Arremesso                    | Vasily Alekseyev · União Soviética   | 232,5 kg          | Stanislav Batishchev · União Soviética | 220,0 kg          | Rudolf Mang · Alemanha Ocidental       | 215,0 kg          |
| Total                        | Vasily Alekseyev · União Soviética   | 630,0 kg          | Stanislav Batishchev · União Soviética | 607,5 kg          | Rudolf Mang · Alemanha Ocidental       | 602,5 kg          |

## Quadro de medalhas
Quadro de medalhas no total combinado
| Ordem | País               | Medalha de ouro | Medalha de prata | Medalha de bronze | Total |
| ----- | ------------------ | --------------- | ---------------- | ----------------- | ----- |
| 1     | União Soviética    | 5               | 3                | 1                 | 9     |
| 2     | Polónia            | 3               | 1                | 1                 | 5     |
| 3     | Hungria            | 1               | 3                | 2                 | 6     |
| 4     | Bulgária           | 0               | 1                | 2                 | 3     |
| 5     | Suécia             | 0               | 1                | 0                 | 1     |
| 6     | Tchecoslováquia    | 0               | 0                | 1                 | 1     |
| 6     | Itália             | 0               | 0                | 1                 | 1     |
| 6     | Alemanha Ocidental | 0               | 0                | 1                 | 1     |
| Total | Total              | 9               | 9                | 9                 | 27    |